# Vicente Cuenca Lucherini
Vicente Cuenca Lucherini (Fortuna (Múrcia), 1829 - [...?], 1868) fou un músic i escriptor espanyol.
Des d'infant demostrà molta afició per la música i aprengué diversos instruments, fundant a Múrcia una Societat de quartets. El 1854 passà a Madrid i exercí la critica musical en diversos períodes, traslladant-se dos anys més tard a Barcelona, on fundà els diaris musicals El Orfeón, El Entreacto i El Artista.